# Championnat d'Allemagne de football 1959-1960
Navigation
Meisterschaft
(Oberligen)
1958-1959 Meisterschaft
(Oberligen)
1960-1961
La saison 1959-1960 du Championnat de RFA de football était la 50e édition de la première division allemande. Le championnat fut disputé par 9 clubs issus de cinq ligues supérieures (les champions et vice-champions des Oberligen Nord, West, Südwest, Süd et le champion de l'Oberliga Berlin).
Depuis 1947, quatre Oberligen (Nord, West, Süd et Südwest) s'étaient constituées auxquelles s'ajoutait la Vertragsliga Berlin. Celle-ci fut, par facilité, familièrement dénommée "Oberliga Berlin". Depuis la saison 1950-1951, cette ligue ne concernait plus que les clubs situés à Berlin-Ouest. Malgré la faiblesse générale de ses clubs par rapport à la moyenne générale, la "Ligue berlinoise" resta maintenue jusqu'en 1963 pour d'évidentes raisons politiques, mais aussi "sentimentales".
Les modalités de qualification et le nombre de qualifiés total et/ou par « Oberliga » évoluèrent au fil des saisons. La DFB conserva le même principe que lors des trois saisons précédentes (1957, 1958 et 1959). Le tour préliminaire concerna cette fois les vice-champions des régions « Ouest » et « Sud ». Les huit derniers participants furent répartis en deux groupes de quatre avec de nouveau des matches aller/retour.
Cette phase finale se déroula sans le tenant du titre et finaliste européen, le SG Eintracht Frankfurt, qui ne réussit pas à se qualifier.
Après plusieurs tentatives infructueuses, le Hamburger Sport Verein remporta le titre en battant, en finale, de justesse, le 1. FC Köln. Les Rhénans ouvrirent le score. Mais emmenés par leur nouvelle vedette, l'attaquant Uwe Seeler, le club de la cité hanséatique prit finalement le dessus. C'était alors le troisième sacre national pour le Hamburger SV (celui de 1922 n'étant pas officialisé)
Ce succès qualifia, Hambourg pour la sixième édition de la Coupe des clubs champions européens la saison suivante.

## Oberliga Nord
L'Oberliga Nord 1959-1960 (en français : Ligue supérieure de football d'Allemagne du Nord) fut une ligue de football. Elle fut la 12e édition de cette ligue en tant que partie intégrante du Championnat d'Allemagne de football.
Cette zone couvrait le Nord du pays et regroupait les Länder de Basse-Saxe, du Schleswig-Holstein et le territoire des « Villes libres » de Brême et de Hambourg.
De 1946 à la fin de l'été 1948, les équipes de cette zone avaient pris part, en commun avec cette de la zone « Ouest », aux compétitions appelées Meisterschaft der Britische Besatzungzone 1946-1947 et  Meisterschaft der Britische Besatzungzone 1947-1948.

### Compétitions
Hamburger SV s'adjugea un 11e sacre de Norddeutscher Meister. Pour la deuxième fois consécutive, ce fut le Werder Bremen qui termina vice-champion. Les deux clubs se qualifièrent pour la phase finale nationale.
Quelques semaines plus tard, le "HSV" remporta le titre national. Un sacre attendu depuis 1928.
De retour, le VfB Lübeck parvint cette fois à se maintenir par contre, l'autre club de Lübeck, le 1. FC Phönix fut relégué. Il accompagna l'Eintracht Osnabrück qui redescendit immédiatement. 

#### Légende
| Légende         | |
| C               | Norddeutscher Meister & qualifié pour la phase finale nationale                                           |
| Q               | qualifié pour la phase finale nationale                                                                   |
| (T)             | Tenant du titre de l'Oberliga Nord 1958-1959                                                              |
| R               | Relégué en Amateurligen vue de la saison suivante                                                         |
| en augmentation | club promu des Amateurligen depuis la fin de la saison précédente                                         |
| CE              | "Coupe d'Europe": club désigné pour participer à la 3e édition de la Coupe d'Europe des Villes de Foires. |

#### Classement
|    |    |                              | M  | G  | N  | P  | +  | -  | Avg  | Pts |
| -- | -- | ---------------------------- | -- | -- | -- | -- | -- | -- | ---- | --- |
| C  | 1  | Hamburger SV (T)             | 30 | 20 | 5  | 5  | 96 | 38 | 2,53 | 45  |
| Q  | 2  | SV Werder Bremen             | 30 | 18 | 5  | 7  | 71 | 47 | 1,51 | 41  |
|    | 3  | VfL Osnabrück                | 30 | 17 | 5  | 8  | 54 | 33 | 1,64 | 39  |
|    | 4  | FC St-Pauli                  | 30 | 14 | 8  | 8  | 54 | 38 | 1,42 | 36  |
|    | 5  | TuS Bremerhaven 93           | 30 | 13 | 8  | 9  | 59 | 47 | 1,26 | 34  |
| CE | 6  | Hannover SV 96               | 30 | 16 | 2  | 12 | 61 | 51 | 1,20 | 34  |
|    | 7  | VfV Hildesheim               | 30 | 14 | 4  | 12 | 42 | 44 | 0,95 | 32  |
|    | 8  | Braunschweiger TSV Eintracht | 30 | 10 | 11 | 9  | 43 | 44 | 0,98 | 31  |
|    | 9  | Kieler SV Holstein           | 30 | 8  | 11 | 11 | 50 | 52 | 0,96 | 27  |
|    | 10 | VfR Neumünster               | 30 | 11 | 4  | 15 | 47 | 50 | 0,94 | 26  |
|    | 11 | FC Altona 93                 | 30 | 9  | 8  | 13 | 44 | 49 | 0,90 | 26  |
|    | 12 | Concordia Hamburg            | 30 | 10 | 6  | 14 | 44 | 56 | 0,79 | 26  |
|    | 13 | ASV Bergedorf 85             | 30 | 10 | 6  | 14 | 48 | 68 | 0,71 | 26  |
|    | 14 | VfB Lübeck                   | 30 | 9  | 7  | 14 | 40 | 53 | 0,75 | 25  |
| R  | 15 | 1. FC Phönix Lübeck          | 30 | 7  | 6  | 17 | 39 | 70 | 0,56 | 20  |
| R  | 16 | SV Eintracht 08 Osnabrück    | 30 | 2  | 8  | 20 | 26 | 78 | 0,33 | 12  |

### Montées depuis l'échelon inférieur
Les deux derniers classés furent relégués et remplacés, en vue de la saison suivante, par deux clubs promus depuis les Amateurligen :  Heider SV et VfB Oldenburg.

### Parcours européen
Pour la première fois, un club de l'Oberliga Nord participa à une Coupe d'Europe. Hannover SV 96 avait été choisi pour participer à la deuxième édition de la Coupe d'Europe des Villes de Foires. Le club allemand fut éliminé en 8es de finale par l'AS Roma.

#### Coupe d'Europe des Villes de Foires
- 8e de finale

| Équipe 1       | Résultat | Équipe 2 | Aller | Retour |
| -------------- | -------- | -------- | ----- | ------ |
| Hannover SV 96 | 2 - 4    | AS Rome  | 1 - 3 | 1 - 1  |

## Vertragsliga Berlin
L’Oberliga Berlin 1959-1960 — nom officiel Vertragsliga Berlin, en français : « Ligue berlinoise de football » — fut une ligue de football organisée à Berlin-Ouest.
Ce fut la 13e édition de cette ligue en tant que partie intégrante du Championnat d'Allemagne de football (deux éditions avaient eu lieu à titre « individuel » en 1945-1946 et en 1946-1947).
Depuis la saison 1950-1951, seuls les clubs localisés dans les différents districts de Berlin-Ouest participent à cette ligue.

### Nom officiel
Précisons que l'appellation officielle de la ligue fut Vertragsliga Berlin. Mais afin de faciliter la compréhension et le suivi de saison en saison, nous employons expressément le terme « Oberliga Berlin », puisque dans la structure mise en place par la DFB, cette ligue allait avoir dans les saisons suivantes, la même valeur que les quatre autres Oberligen (Nord, Ouest, Sud et Sud-Ouest).

### Compétition
Depuis la saison précédente, afin d'augmenter le nombre de matches, chaque équipe rencontrait trois fois chacun de ses adversaires. En 1960, le SC Tasmania 1900 Berlin conserva son titre de Berliner Meister et participa à nouveau à la phase finale nationale.
Conformément au souhait de la Berliner Fußball-Verband (BFV) de ramener sa plus haute division à 10 clubs, trois clubs furent relégués pour seulement deux promus. Cette réduction s'étala sur deux saisons. Les trois derniers classés descendirent. À partir de la saison suivante, la ligue se joua donc à 10.

#### Légende
| C               | Berliner Meister & qualifié pour la phase finale nationale              |
| (T)             | Tenant du titre Berliner Meister 1958-1959                              |
| R               | Relégué en vue de la saison suivante                                    |
| en augmentation | club promu des séries inférieures depuis la fin de la saison précédente |

#### Classement
|   |    |                             | M  | G  | N  | P  | +  | -  | Avg  | Pts |
| - | -- | --------------------------- | -- | -- | -- | -- | -- | -- | ---- | --- |
| C | 1  | SC Tasmania 1900 Berlin (T) | 30 | 18 | 6  | 6  | 67 | 33 | 2,03 | 42  |
|   | 2  | Hertha BSC Berlin           | 30 | 17 | 7  | 6  | 67 | 28 | 2,39 | 41  |
|   | 3  | Spandauer SV                | 30 | 18 | 5  | 7  | 58 | 36 | 1,61 | 41  |
|   | 4  | Berliner SV 92              | 30 | 14 | 5  | 11 | 59 | 52 | 1,13 | 33  |
|   | 5  | SC Wacker 04 Berlin         | 30 | 14 | 5  | 11 | 62 | 64 | 0,97 | 33  |
|   | 6  | Tennis Borussia Berlin      | 30 | 15 | 2  | 13 | 67 | 57 | 1,18 | 32  |
|   | 7  | Berliner FC Viktoria 89     | 30 | 10 | 7  | 13 | 61 | 51 | 1,20 | 27  |
|   | 8  | FC Hertha 03 Zehlendorf     | 30 | 6  | 12 | 12 | 39 | 53 | 0,74 | 24  |
| R | 9  | SV Blau-Weiss Berlin        | 30 | 9  | 5  | 16 | 37 | 67 | 0,55 | 23  |
| R | 10 | SV Norden-Nordwest 1898     | 30 | 7  | 6  | 17 | 41 | 73 | 0,56 | 20  |
| R | 11 | SC Union 06 Berlin          | 30 | 4  | 6  | 20 | 36 | 80 | 0,45 | 14  |

### Montants depuis l'échelon inférieur
Les trois derniers classés furent relégués. Deux clubs furent promus depuis les séries inférieures : Berliner FC Südring et Berliner SC Kickers 1900.

## Oberliga West
L'Oberliga West 1959-1960 (en français : Ligue supérieure de football d'Allemagne occidentale) fut une ligue de football. Elle fut la 12e édition de cette ligue en tant que partie intégrante de la nouvelle formule du Championnat d'Allemagne de football.
Cette zone couvrait la région Ouest du pays : le Land de Rhénanie du Nord-Wesphalie.
De 1946 à la fin de l'été 1948, les équipes de cette Oberliga avaient pris part, en commun avec les clubs de la région "Nord", aux compétitions appelées Meisterschaft der Britische Besatzungzone 1946-1947 et  Meisterschaft der Britische Besatzungzone 1947-1948.

### Compétitions
Les deux qualifiés pour la phase finale nationale furent les mêmes que lors de la saison précédente. Mais cette saison, ce fut le 1. FC Köln qui enleva le titre de Westdeutscher Meister, alors que le Westfalia Herne termina vice-champion. Cologne atteignit la finale du championnat mais s'inclina contre le Hamburger SV.
Le Borussia München-Gladbach lutta contre la relégation qu'il évita de peu. Mais le club termina la saison en force et remporta la DFB-Pokal. Cela lui valut la première qualification européenne de son Histoire, à l'occasion de la Coupe d'Europe des Vainqueurs de Coupe créée à partir de la saison suivante.
Les deux derniers classés furent relégués en 2. Oberliga West.

#### Légende
| Légende         | |
| C               | Westdeutscher Meister & qualifié pour la phase finale nationale                                    |
| Q               | qualifié pour la phase finale nationale                                                            |
| (T)             | Tenant du titre Oberliga West 1958-1959                                                            |
| R               | club relégués en 2. Oberliga West pour la saison suivante                                          |
| en augmentation | club promu de la 2. Oberliga West depuis la fin de la saison précédente                            |
| CE              | club qualifié pour la 1re édition de la Coupe d'Europe des Vainqueurs de Coupe la saison suivante. |

#### Classement
|    |    |                           | M  | G  | N  | P  | +  | -  | Avg  | Pts |
| -- | -- | ------------------------- | -- | -- | -- | -- | -- | -- | ---- | --- |
| C  | 1  | 1. FC Köln                | 30 | 19 | 6  | 5  | 85 | 39 | 2,43 | 44  |
| Q  | 2  | SC Westfalia Herne (T)    | 30 | 13 | 11 | 6  | 56 | 37 | 1,51 | 37  |
|    | 3  | FC Schalke 04             | 30 | 15 | 5  | 10 | 59 | 41 | 1,44 | 35  |
|    | 4  | Borussia Dortmund         | 30 | 14 | 7  | 9  | 81 | 62 | 1,31 | 35  |
|    | 5  | Duisburger SpV            | 30 | 9  | 12 | 9  | 47 | 51 | 0,92 | 30  |
|    | 6  | Rot-Weiss Essen           | 30 | 12 | 5  | 13 | 46 | 60 | 0,77 | 29  |
|    | 7  | SC Viktoria 04 Köln       | 30 | 10 | 8  | 12 | 60 | 71 | 0,85 | 28  |
|    | 8  | Aachener TSV Alemannia    | 30 | 11 | 6  | 13 | 43 | 56 | 0,77 | 28  |
|    | 9  | SC Preussen Münster       | 30 | 12 | 4  | 14 | 37 | 52 | 0,71 | 28  |
|    | 10 | VfL Bochum                | 30 | 8  | 11 | 11 | 46 | 49 | 0,94 | 27  |
|    | 11 | Sportfreunde Hamborn 07   | 30 | 8  | 11 | 11 | 45 | 48 | 0,94 | 27  |
|    | 12 | Rot-Weiss Oberhausen      | 30 | 8  | 11 | 11 | 40 | 49 | 0,82 | 27  |
|    | 13 | Meidericher SV            | 30 | 9  | 9  | 12 | 35 | 45 | 0,78 | 27  |
| CE | 14 | Borussia München-Gladbach | 30 | 9  | 9  | 12 | 38 | 52 | 0,73 | 27  |
| R  | 15 | Fortuna Düsseldorf        | 30 | 9  | 8  | 13 | 46 | 53 | 0,87 | 26  |
| R  | 16 | Schwarz-Weiss Essen       | 30 | 9  | 7  | 14 | 47 | 46 | 1,02 | 25  |

### Montée/Descente depuis l'étage inférieur
Depuis la saison 1949-1950, la Westdeutscher Fußball-und Leichtathletikverband (WFLV), avait créé la 2. Oberliga West.
En fin de saison, les deux derniers classés furent relégués et furent remplacés par les deux premiers de la 2. Oberliga West : SV Sodingen (Champion 2. Oberliga West) et TSV Marl-Hüls (Vice-champion 2. Oberliga West).

## Oberliga Südwest
L'Oberliga Südwest 1959-1960 (en français : Ligue supérieure de football d'Allemagne du Sud-Ouest) est une ligue de football. Elle constitue la 13e édition en tant que partie intégrante de la nouvelle formule du Championnat d'Allemagne de football.
Cette zone couvre le Sud-Ouest du pays et regroupe les Länder de Sarre et de Rhénanie-Palatinat.

### Compétition
Troisième titre de Südwestdeutscher Meister consécutif pour le FK Pirmasens. Comme la saison précédente, le vice-champion est le Borussia Neunkirchen. Les deux clubs prennent part à la phase finale nationale.
Les deux derniers classés sont relégués vers la 2. Oberliga Südwest.

#### Légende
| Légende         |                                                                            |
| C               | Südwest Meister & qualifié pour la phase finale nationale                  |
| Q               | qualifié pour la phase finale nationale                                    |
| (T)             | Tenant du titre Oberliga Südwest 1958-1959                                 |
| R               | Relégué en 2. Oberliga Südwest en vue de la saison suivante                |
| en augmentation | club promu de la 2. Oberliga Südwest depuis la fin de la saison précédente |

#### Classement
|   |    |                             | M  | G  | N  | P  | +  | -  | Avg  | Pts |
| - | -- | --------------------------- | -- | -- | -- | -- | -- | -- | ---- | --- |
| C | 1  | FK Pirmasens (T)            | 30 | 20 | 4  | 6  | 92 | 43 | 2,14 | 44  |
| C | 2  | VfB Borussia Neunkirchen    | 30 | 20 | 1  | 9  | 68 | 47 | 1,45 | 41  |
|   | 3  | 1. FC Saarbrücken           | 30 | 14 | 11 | 5  | 65 | 39 | 1,66 | 39  |
|   | 4  | SV Phönix 03 Ludwigshafen   | 30 | 12 | 13 | 5  | 48 | 36 | 1,33 | 37  |
|   | 5  | 1. FC Kaiserslautern        | 30 | 15 | 6  | 9  | 56 | 37 | 1,51 | 36  |
|   | 6  | Ludwigshafener SC 1925      | 30 | 17 | 1  | 12 | 69 | 56 | 1,23 | 35  |
|   | 7  | VfR Wormatia Worms 08       | 30 | 13 | 9  | 8  | 53 | 46 | 1,15 | 35  |
|   | 8  | TuRa Ludwigshafen           | 30 | 9  | 10 | 11 | 45 | 49 | 0,92 | 28  |
|   | 9  | SV Saar 05 Saarbrücken      | 30 | 11 | 4  | 15 | 59 | 55 | 1,07 | 26  |
|   | 10 | Sportfreunde 05 Saarbrücken | 30 | 10 | 5  | 15 | 45 | 53 | 0,85 | 25  |
|   | 11 | VfR Frankenthal             | 30 | 9  | 6  | 15 | 51 | 63 | 0,81 | 24  |
|   | 12 | 1. FSV Mainz 05             | 30 | 10 | 4  | 16 | 38 | 58 | 0,66 | 24  |
|   | 13 | Eintracht Bad Kreuznach     | 30 | 10 | 4  | 16 | 36 | 58 | 0,62 | 24  |
|   | 14 | SV Eintracht Trier          | 30 | 8  | 6  | 16 | 37 | 75 | 0,49 | 22  |
| R | 15 | VfR Kaiserslautern          | 30 | 6  | 9  | 15 | 39 | 56 | 0,70 | 21  |
| R | 16 | FV Speyer                   | 30 | 6  | 7  | 17 | 29 | 59 | 1,20 | 19  |

### Montées depuis l'étage inférieur
Depuis la saison 1951-1952, la Fußball-Regional-Verband Südwest (FRVS) a instauré une ligue constituant un 2e niveau : la 2. Oberliga Südwest.
Les deux derniers classés sont relégués en 2. Oberliga Südwest, et sont remplacés par les deux premiers de cette ligue : SV Niederlahnstein (Champion 2. Oberliga Südwest) et TuS Neuendorf (Vice-champion 2. Oberliga Südwest).

## Oberliga Süd
L'Oberliga Süd 1959-1960 (en français : Ligue supérieure de football d'Allemagne du Sud) est la 13e édition de la compétition en tant que partie intégrante du Championnat d'Allemagne de football.
L'Oberliga Süd couvre le Sud du pays et regroupe les Länder du Bade-Wurtemberg, de Bavière et de Hesse.

### Compétition
Le Karlsruher SC remporte un 3e titre de Süddeutscher Meister en cinq ans. Il se qualifie pour la phase finale nationale en compagnie des Kickers Offenbach.
Promu, le SV Stuttgarter Kickers réalise une saison médiocre et redescend directement à l'échelon inférieur. Il est accompagné en 2. Oberliga Sud par le Viktoria Aschaffenburg.

#### Légende
| Légende         |                                                                       |
|                 | Champion d'Allemagne de l'Ouest 1959                                  |
| C               | Süddeutscher Meister & qualifié pour la phase finale nationale        |
| Q               | qualifié pour la phase finale nationale                               |
| (T)             | Tenant du titre 1958-1959                                             |
| R               | Relégué en 2. Oberliga Süd en vue de la saison suivante.              |
| en augmentation | club promu de 2. Oberliga Süd, depuis la fin de la saison précédente. |

#### Classement
|   |    |                            | M  | G  | N | P  | +  | -  | Avg  | Pts |
| - | -- | -------------------------- | -- | -- | - | -- | -- | -- | ---- | --- |
| C | 1  | Karlsruher SC              | 30 | 20 | 5 | 5  | 78 | 39 | 2,00 | 45  |
| Q | 2  | Offenbacher FC Kickers     | 30 | 17 | 5 | 8  | 75 | 45 | 1,67 | 39  |
|   | 3  | FC Bayern München          | 30 | 17 | 4 | 9  | 81 | 55 | 1,47 | 38  |
|   | 4  | SG Eintracht Frankfurt (T) | 30 | 16 | 5 | 9  | 81 | 57 | 1,42 | 37  |
|   | 5  | TSV 1860 München           | 30 | 14 | 7 | 9  | 65 | 56 | 1,16 | 35  |
|   | 6  | 1. FC Nürnberg             | 30 | 15 | 4 | 11 | 73 | 54 | 1,35 | 34  |
|   | 7  | VfB Stuttgart              | 30 | 13 | 7 | 10 | 66 | 57 | 1,16 | 33  |
|   | 8  | SSV Reutlingen 05          | 30 | 12 | 7 | 11 | 55 | 57 | 0,96 | 31  |
|   | 9  | FSV Frankfurt              | 30 | 11 | 6 | 13 | 59 | 53 | 1,11 | 28  |
|   | 10 | VfR Mannheim               | 30 | 11 | 5 | 14 | 55 | 52 | 1,06 | 27  |
|   | 11 | SpVgg Fürth                | 30 | 10 | 6 | 14 | 48 | 59 | 0,81 | 26  |
|   | 12 | 1. FC Schweinfurt 05       | 30 | 10 | 5 | 15 | 48 | 64 | 0,75 | 25  |
|   | 13 | FC Bayern Hof 1910         | 30 | 10 | 5 | 15 | 45 | 84 | 0,54 | 25  |
|   | 14 | TSG 1846 Ulm               | 30 | 8  | 5 | 17 | 39 | 64 | 0,61 | 21  |
| R | 15 | SV Viktoria Aschaffenburg  | 30 | 7  | 7 | 16 | 43 | 73 | 0,59 | 21  |
| R | 16 | SV Stuttgarter Kickers     | 30 | 5  | 5 | 20 | 38 | 80 | 0,48 | 15  |

### Parcours européen
Champion d'Allemagne de l'Ouest 1959, le SG Eintracht Frankfurt participa à la 5e édition de la Coupe des Clubs champions européens. Le club atteint la finale, avant de s'incliner face au Real Madrid.

#### Coupe des Clubs champions
À cette époque, les buts inscrits en déplacement n'étaient pas considérés comme prépondérants.
| Aller - Tour préliminaire | SG Eintracht Frankfurt | annulé | Kuopio PS |                                    |                                    |
| Mercredi 26 août 1959     |                        |        |           | Waldstadion, Francfort-sur-le-Main | Waldstadion, Francfort-sur-le-Main |
| Mercredi 26 août 1959     | Rapport                |        |           | Waldstadion, Francfort-sur-le-Main | Waldstadion, Francfort-sur-le-Main |

| Retour - Tour préliminaire | Kuopio PS | annulé | SG Eintracht Frankfurt |                             |                             |
| Mercredi 7 octobre 1959    |           |        |                        | Stade Väinölänniemi, Kuopio | Stade Väinölänniemi, Kuopio |
| Mercredi 7 octobre 1959    | Rapport   |        |                        | Stade Väinölänniemi, Kuopio | Stade Väinölänniemi, Kuopio |

Le SG Eintracht Frankfurt se qualifie (par forfait).
| Aller - 8e de finale          | BSC Young Boys  | 1 - 4   | SG Eintracht Frankfurt                                                            |                          |                          |
| Mercredi 4 novembre 1959 20 H | Eugen Meier 23e | (1 - 1) | Hans Weilbächer 4e · Erwin Stein 72e · Erich Bäumler 76e (pen.) · Erich Meier 82e | Stade du Wankdorf, Berne | Stade du Wankdorf, Berne |
| Mercredi 4 novembre 1959 20 H | Rapport         |         |                                                                                   | Stade du Wankdorf, Berne | Stade du Wankdorf, Berne |

| Retour - 8e de finale          | SG Eintracht Frankfurt   | 1 - 1   | BSC Young Boys      |                                    |                                    |
| Mercredi 25 novembre 1959 20 H | Erich Bäumler 68e (pen.) | (0 - 0) | Willy Schneider 90e | Waldstadion, Francfort-sur-le-Main | Waldstadion, Francfort-sur-le-Main |
| Mercredi 25 novembre 1959 20 H | Rapport                  |         |                     | Waldstadion, Francfort-sur-le-Main | Waldstadion, Francfort-sur-le-Main |

Le SG Eintracht Frankfurt se qualifie (5-2 en cumulé).
| Aller - Quart de finale | SG Eintracht Frankfurt               | 2 - 1   | Wiener SC        |                                    |                                    |
| Jeudi 3 mars 1960 20 H  | Dieter Lindner 15e · Erich Meier 60e | (1 - 0) | Karl Skerlan 50e | Waldstadion, Francfort-sur-le-Main | Waldstadion, Francfort-sur-le-Main |
| Jeudi 3 mars 1960 20 H  | Rapport                              |         |                  | Waldstadion, Francfort-sur-le-Main | Waldstadion, Francfort-sur-le-Main |

| Retour - Quart de finale      | Wiener SC     | 1 -1    | SG Eintracht Frankfurt |                         |                         |
| Mercredi 16 mars 1960 19 H 15 | Erich Hof 31e | (1 - 0) | Erwin Stein 59e        | Stade du Prater, Vienne | Stade du Prater, Vienne |
| Mercredi 16 mars 1960 19 H 15 | Rapport       |         |                        | Stade du Prater, Vienne | Stade du Prater, Vienne |

Le SG Eintracht Frankfurt se qualifie (3-2 en cumulé).
| Aller - Demi-finale         | SG Eintracht Frankfurt                                                              | 6 - 1   | Rangers FC      |                                    |                                    |
| Mercredi 13 avril 1960 20 H | Dieter Stinka 29e · Alfred Pfaff 51e 55e · Dieter Lindner 73e 84e · Erwin Stein 86e | (1 - 1) | Eric Caldow 31e | Waldstadion, Francfort-sur-le-Main | Waldstadion, Francfort-sur-le-Main |
| Mercredi 13 avril 1960 20 H | Rapport                                                                             |         |                 | Waldstadion, Francfort-sur-le-Main | Waldstadion, Francfort-sur-le-Main |

| Retour - Demi-finale     | Rangers FC                               | 3 - 6   | SG Eintracht Frankfurt                                                             |                     |                     |
| Jeudi 5 mai 1960 20 H 30 | John McMillan 10e 54e · David Wilson 74e | (1 - 3) | Dieter Lindner 6e · Alfred Pfaff 20e 88e · Richard Kress 28e · Erich Meier 58e 71e | Ibrox Park, Glasgow | Ibrox Park, Glasgow |
| Jeudi 5 mai 1960 20 H 30 | Rapport                                  |         |                                                                                    | Ibrox Park, Glasgow | Ibrox Park, Glasgow |

Le SG Eintracht Frankfurt se qualifie (12-4 en cumulé).
| Entraîneur : |
| Miguel Muñoz |

| Entraîneur : |
| Paul Oßwald  |

| Entraîneur : |
| Miguel Muñoz |

| Entraîneur : |
| Paul Oßwald  |

### Montée / Descente depuis l'étage inférieur
Créée lors de la saison 1950-1951 par la Süddeutscher Fußball-Verband (SFV), la 2. Oberliga Süd se trouve directement inférieure à l'Oberliga et directement supérieure aux séries de Landesliga. 
Les deux derniers classés sont relégués et remplacés par les deux premiers de la 2. Oberliga Süd : SV Waldhof Mannheim (Champion) et SSV Jahn Ratisbonne (Vice-champion).

## Phase finale nationale

### Les 9 clubs participants
| Oberligen           | Qualifiés                             | Remarques                           | Tour d'entrée              |
| ------------------- | ------------------------------------- | ----------------------------------- | -------------------------- |
| Oberliga Nord       | Hamburger SV SV Werder Bremen         | Norddeutscher Meister 2e Nord       | Groupe 1 Groupe 2          |
| Vertragsliga Berlin | SC Tasmania 1900 Berlin               | Berliner Meister                    | Groupe 2                   |
| Oberliga West       | 1. FC Köln SC Westfalia Herne         | Westdeutscher Meister 2e West       | Groupe 1 Tour préliminaire |
| Oberliga Südwest    | FK Pirmasens VfB Borussia Neunkirchen | Südwestdeutscher Meister 2e Südwest | Groupe 2 Groupe 1          |
| Oberliga Süd        | Karlsruher SC Offenbacher FC Kickers  | Süddeutscher Meister 2e Süd         | Groupe 1 Tour préliminaire |

### Compétition

#### Tour de qualification
Deux vice-champions disputèrent un tournoi de qualification. Le vainqueur fut qualifié pour la phase finale.
Rencontre jouée le 7 mai 1960.
| Équipe 1           | Résultat | Équipe 2          |
| ------------------ | -------- | ----------------- |
| SC Westfalia Herne | 1 - 0    | Kickers Offenbach |

#### Premier tour
Rencontres jouées du 16 mai 1960 au 18 juin 1960.

##### Groupe 1
| Rang | Équipe                   | Pts | J | G | N | P | Bp | Bc | Diff |  | Résultats (▼ dom., ► ext.) | HSV | KSC | NEU | HER |
| ---- | ------------------------ | --- | - | - | - | - | -- | -- | ---- |  | -------------------------- | --- | --- | --- | --- |
| 1    | Hamburger SV             | 9   | 6 | 4 | 1 | 1 | 22 | 11 | +11  |  | Hamburger SV               |     | 3-3 | 6-0 | 2-1 |
| 2    | Karlsruher SC            | 6   | 6 | 2 | 2 | 2 | 16 | 18 | -2   |  | Karlsruher SC              | 4-3 |     | 2-4 | 5-4 |
| 3    | VfB Borussia Neunkirchen | 6   | 6 | 3 | 0 | 3 | 9  | 15 | -6   |  | VfB Borussia Neunkirchen   | 0-4 | 2-0 |     | 2-1 |
| 4    | SC Westfalia Herne       | 3   | 6 | 1 | 1 | 4 | 13 | 16 | -3   |  | SC Westfalia Herne         | 3-4 | 2-2 | 2-1 |     |

##### Groupe 2
| Rang | Équipe                  | Pts | J | G | N | P | Bp | Bc | Diff |  | Résultats (▼ dom., ► ext.) | KÖL | WER | BER | PIR |
| ---- | ----------------------- | --- | - | - | - | - | -- | -- | ---- |  | -------------------------- | --- | --- | --- | --- |
| 1    | 1. FC Köln              | 9   | 6 | 4 | 1 | 1 | 14 | 8  | +6   |  | 1. FC Köln                 |     | 2-5 | 3-0 | 4-0 |
| 2    | SV Werder Bremen        | 8   | 6 | 4 | 0 | 2 | 18 | 12 | +6   |  | SV Werder Bremen           | 1-2 |     | 2-1 | 3-1 |
| 3    | SC Tasmania 1900 Berlin | 6   | 6 | 3 | 0 | 3 | 11 | 11 | 0    |  | SC Tasmania 1900 Berlin    | 1-2 | 2-1 |     | 5-2 |
| 4    | FK Pirmasens            | 1   | 6 | 0 | 1 | 5 | 9  | 21 | -12  |  | FK Pirmasens               | 1-1 | 4-6 | 1-2 |     |

#### Finale
| 25 juin 1960 | Hamburger SV                 | 3 - 2 | 1. FC Köln                | Waldstadion, Francfort                             |                                                    |
|              | Seeler 53e, 86e · Dörfel 81e |       | Breuer 53e · C.Müller 85e | Spectateurs : 71 000 Arbitrage : Josef Kandlbinder | Spectateurs : 71 000 Arbitrage : Josef Kandlbinder |

## Bilan de la saison
| Tableau d'Honneur              |                           |
| Compétition                    | Vainqueur                 |
| Championnat de RFA de football | Hamburger SV              |
| Coupe de RFA de football       | Borussia München-Gladbach |

| Qualifications européennes                   |                           |
| Coupe d'Europe des clubs champions 1960-1961 | Qualifié                  |
| Premier tour                                 | Hamburger SV              |
| Coupe des Coupes 1960-1961                   | Qualifié                  |
| Quarts de finale                             | Borussia München-Gladbach |
| Coupe des villes de foires 1960-1961         | Qualifié                  |
| Huitièmes de finale                          | Hannover SV 96            |